# Литературный музей Габдуллы Тукая
Литературный музей Габдуллы Тукая (тат. Габдулла Тукайның әдәби музее) — мемориальный музей, расположенный в здании дома Шамиля по улице Габдуллы Тукая, 74 в городе Казани. Является филиалом Национального музея Республики Татарстан.

## История
Музей Габдуллы Тукая был открыт в 1986 году в здании дома Шамиля, одном из самых красивых зданий на территории Старо-Татарской слободы. В этой части города каждый переулок хранит память о поэте. Здесь он работал в редакциях газеты «Аль-Ислах» и журнала «Ялт-Йолт», жил в гостиницах «Булгар» и «Амур». В его экспозиции находятся мемориальные вещи Габдуллы Тукая, его прижизненные фотографии и изданные произведения, газеты и журналы, с редакциями которых поэт сотрудничал. Так же в музее хранится посмертная маска Габдуллы Тукая.

## Описание
Музей занимает двухэтажный особняк — бывший дом Шамиля, архитектурный памятник рубежа XIX — XX веков. Дом был построен по заказу купца 1-й гильдии Ибрагима Апакова. Архитекторы особняка — Амлонг и Руш. Часть экспозиционного пространства занимают материалы эпохи, в том числе предметы быта Старо-Татарской слободы, на территории которой располагается музей. Хорошо представлена культурная жизнь Казани конца XIX — начала XX века. Экскурсия по музею дает целостное представление не только о судьбе и творчестве Габдуллы Тукая, но и о жизни разных слоёв татарского населения на переломе веков, стремлениях и поисках видных представителей татарской интеллигенции, развитии национальной мысли и культуры в начале XX века. Кроме экспозиционных, в музее имеются два выставочных зала, где проходят временные выставки, и литературный салон. Также работает книжная лавка. При музее работает Клуб преподавателей татарского языка и литературы «Туган тел» и любительский клуб «Династия».